# Sardinella
Genre
Les sardinelles (Sardinella) forment un genre de poissons de la famille des Dorosomatidae (dorosomatidés).
Au moins certaines de ces espèces comme Sardinella longiceps sont dotées de chromatophores.

## Liste des espèces
Selon World Register of Marine Species (4 avril 2024) :
- Sardinella albella (Valenciennes, 1847)
- Sardinella alcyone Hata & Motomura, 2019
- Sardinella atricauda (Günther, 1868)
- Sardinella aurita Valenciennes, 1847
- Sardinella brachysoma Bleeker, 1852
- Sardinella brasiliensis (Steindachner, 1879)
- Sardinella electra Hata & Motomura, 2019
- Sardinella fijiensis (Fowler & Bean, 1923)
- Sardinella fimbriata (Valenciennes, 1847)
- Sardinella gibbosa (Bleeker, 1849)
- Sardinella goni Stern, Rinkevich & Goren, 2016
- Sardinella hualiensis (Chu & Tsai, 1958)
- Sardinella jussieu (Lacepède, 1803)
- Sardinella lemuru Bleeker, 1853
- Sardinella longiceps Valenciennes, 1847
- Sardinella maderensis (Lowe, 1838)
- Sardinella marquesensis Berry & Whitehead, 1968
- Sardinella melanura (Cuvier, 1829)
- Sardinella neglecta Wongratana, 1983
- Sardinella pacifica Hata & Motomura, 2019
- Sardinella richardsoni Wongratana, 1983
- Sardinella rouxi (Poll, 1953)
- Sardinella sindensis (Day, 1878)
- Sardinella tawilis (Herre, 1927)
- Sardinella ventura Hata & Motomura, 2021
- Sardinella zunasi (Bleeker, 1854)

## Systématique
Le nom valide complet (avec auteur) de ce taxon est Sardinella Valenciennes, 1847.
Ce taxon porte en français le nom vernaculaire ou normalisé suivant : Sardinelle.
Sardinella a pour synonymes :
- Clupalosa Bleeker, 1849
- Clupeonia Valenciennes, 1847
- Fimbriclupea Whitley, 1940
- Kowala Valenciennes, 1847
- Sardinelis
- Sardinelola
- Sardinia Poey, 1860

## Publication originale
- Cuvier, G.; Valenciennes, A. (1847). Histoire naturelle des poissons. Tome vingtième. Livre vingt et unième. De la famille des Clupéoïdes. Hist. Nat. Poiss. v. 20: i-xviii + 1 p. + 1-472, Pls. 591-606.